# Bartolomeo I della Scala (vescovo)
Bartolomeo I della Scala (... – Verona, 8 novembre 1290) è stato un vescovo cattolico italiano.

## Biografia
Era figlio naturale di Mastino I della Scala, signore di Verona. Fu monaco dell'Ordine di San Benedetto e nel 1321 abate nel monastero di San Zeno a Verona. Egli fu eletto dal clero nel 1277 vescovo di Verona a succedere al fratello Guido alla guida della diocesi. L'elezione venne confermata dal patriarca di Aquileia Raimondo della Torre e consacrato vescovo nel 1283 da ben tre vescovi.

## Genealogia episcopale
La genealogia episcopale è:
- Patriarca Bertrando di San Genesio
- Vescovo Biagio da Leonessa, O.F.M.
- Vescovo Bartolomeo I della Scala